# Forest Lawn Memorial Park, Glendale
Forest Lawn Memorial Park är en begravningsplats som är belägen i Glendale, Los Angeles County i Kalifornien. Anläggningen invigdes 1906 och många framstående personer inom nöjesindustrin är begravda där.

## Kända begravda personer i urval

### A
- John Aasen (1890–1938), skådespelare
- Forrest J Ackerman (1916–2008), författare
- Art Acord (1890–1931), skådespelare
- Anita Louise Adler (1915–1970), skådespelare
- Robert Alda (1914–1986), skådespelare och sångare, far till Alan och Antony Alda
- June Allyson (1917–2006), skådespelare
- Laverne Andrews (1911–1967), sångare
- Maxene Andrews (1916–1995), sångare
- James Arness (1923–2011), skådespelare

### B
- Lauren Bacall (1924–2014), skådespelare
- Theda Bara (1885–1955), skådespelare
- Joe Barbera (1911–2006), animatör och grundare av Hanna-Barbera
- L. Frank Baum (1856–1919), författare, bland annat till The Wonderful Wizard of Oz
- Warner Baxter (1889–1951), skådespelare
- Joan Blondell (1906–1979), skådespelare
- Humphrey Bogart (1899–1957), skådespelare
- Gutzon Borglum (1867-1941), skulptör, bland annat av Mount Rushmore
- Clara Bow (1905–1965), skådespelare
- George Burns (1896–1996), skådespelare och komiker

### C
- Lon Chaney, Sr. (1883–1930), skådespelare (omärkt grav)
- Nat King Cole (1919–1965), sångare
- Natalie Cole (1950–2015), sångare
- Sam Cooke (1931–1964), sångare
- Donald Crisp (1882–1974), skådespelare och regissör
- George Cukor (1899–1983), regissör (omärkt grav)
- Michael Curtiz (1886–1962), regissör

### D
- Dorothy Dandridge (1922–1965), skådespelare och sångare
- Sammy Davis, Jr. (1925–1990), skådespelare, sångare och dansare
- Sammy Davis, Sr. (1900–1988), dansare, far till Sammy Davis, Jr.
- Walt Disney (1901–1966), animatör, filmproducent, entreprenör och röstskådespelare
- Jenny Dolly (1892–1941), underhållare, tvillingsyster till Rosie Dolly
- Rosie Dolly (1892–1970), underhållare, tvillingsyster till Jenny Dolly

### F
- W. C. Fields (1880–1946), skådespelare och komiker
- Errol Flynn (1909–1959), skådespelare

### G
- Clark Gable (1901–1960), skådespelare
- John Gilbert (1897–1936), skådespelare

### H
- Jean Harlow (1911–1937), skådespelare
- Rex Harrison (1908–1990), skådespelare (askan spridd över hustrun Lilli Palmers grav)
- Edith Head (1897–1981), kostymdesigner

### J
- Michael Jackson (1958–2009), sångare, dansare, låtskrivare, producent och skådespelare
- Jennifer Jones (1919–2009), skådespelare

### L
- Alan Ladd (1913–1964), skådespelare
- Mervyn LeRoy (1900–1987), regissör och producent
- Harold Lloyd (1893–1971), skådespelare och komiker
- Carole Lombard (1908–1942), skådespelare, hustru till William Powell och Clark Gable
- Ernst Lubitsch (1892–1947), regissör
- Ida Lupino (1918–1995), skådespelare och regissör

### M
- Rouben Mamoulian (1897–1987), regissör
- Chico Marx (1887–1961), skådespelare och komiker
- Gummo Marx (1893–1977), skådespelare och teateragent
- Norman Z. McLeod (1898–1964), regissör
- Vincente Minnelli (1903–1986), regissör
- Tom Mix (1880-1940), skådespelare

### N
- Alla Nazimova (1879–1945), skådespelare, grundare och ägare av Garden of Allah Hotel
- Fred Niblo (1874–1948), regissör

### O
- Hugh O'Brian (1925–2016), skådespelare
- Cathy O'Donnell (1923–1970), skådespelare
- Jack Oakie (1903–1978), skådespelare och komiker
- Merle Oberon (1911–1979), skådespelare

### P
- Lilli Palmer (1914–1986), skådespelare
- Franklin Pangborn (1889–1958), skådespelare
- Susan Peters (1921–1952), skådespelare
- Mary Pickford (1892–1979), skådespelare, medgrundare av United Artists
- Dick Powell (1904–1963), skådespelare och sångare

### Q
- John Qualen (1899–1987), skådespelare

### R
- Gene Raymond (1908–1998), skådespelare, make till Jeanette MacDonald
- Vivian Reed (1894–1989), skådespelare
- Wallace Reid (1891–1923), skådespelare

### S
- Victor Schertzinger (1888–1941), kompositör, regissör, producent, manusförfattare
- David O. Selznick (1902–1965), producent, grundare av Selznick International Pictures
- Norma Shearer (1902–1983), skådespelare, hustru till Irving Thalberg
- John M. Stahl (1886–1950), regissör och producent
- Lionel Stander (1908–1994), skådespelare
- Max Steiner (1888–1971), kompositör
- James Stephenson (1889–1941), skådespelare
- Anita Stewart (1895–1961), skådespelare
- James Stewart (1908–1997), skådespelare och krigsveteran
- Herbert Stothart (1885–1949), kompositör

### T
- Elizabeth Taylor (1932–2011), skådespelare
- Robert Taylor (1911–1969), skådespelare
- Irving Thalberg (1899–1936), produktionschef för MGM
- Dimitri Tiomkin (1894–1979), kompositör
- Genevieve Tobin (1899–1995), skådespelare
- Spencer Tracy (1900–1967), skådespelare
- Henry Travers (1874–1965), skådespelare
- Ben Turpin (1869–1940), skådespelare och komiker

### V
- W. S. Van Dyke (1889–1943), regissör
- Gustav von Seyffertitz (1862–1943), skådespelare

### W
- Charles Waldron (1874–1946), skådespelare
- Hal B. Wallis (1898–1986), producent
- Ethel Waters (1896–1977), skådespelare och sångare
- Johnny "Guitar" Watson (1935–1996), musiker
- Mary Wells (1943–1992), sångare
- James Whale (1889–1957), regissör
- Richard A. Whiting (1891–1938), kompositör
- Sam Wood (1883–1949), regissör, producent, författare och skådespelare
- Bobby Womack (1944–2014), sångare
- William Wyler (1902–1981), regissör och producent
- Ed Wynn (1886–1966), skådespelare och komiker, far till Keenan Wynn
- Keenan Wynn (1916–1986), skådespelare, son till Ed Wynn

### Y
- Paramahansa Yogananda (1893–1952), indisk yogi, guru och författare
- Joe Yule (1892–1950), skådespelare och far till Mickey Rooney